# ザダル大学

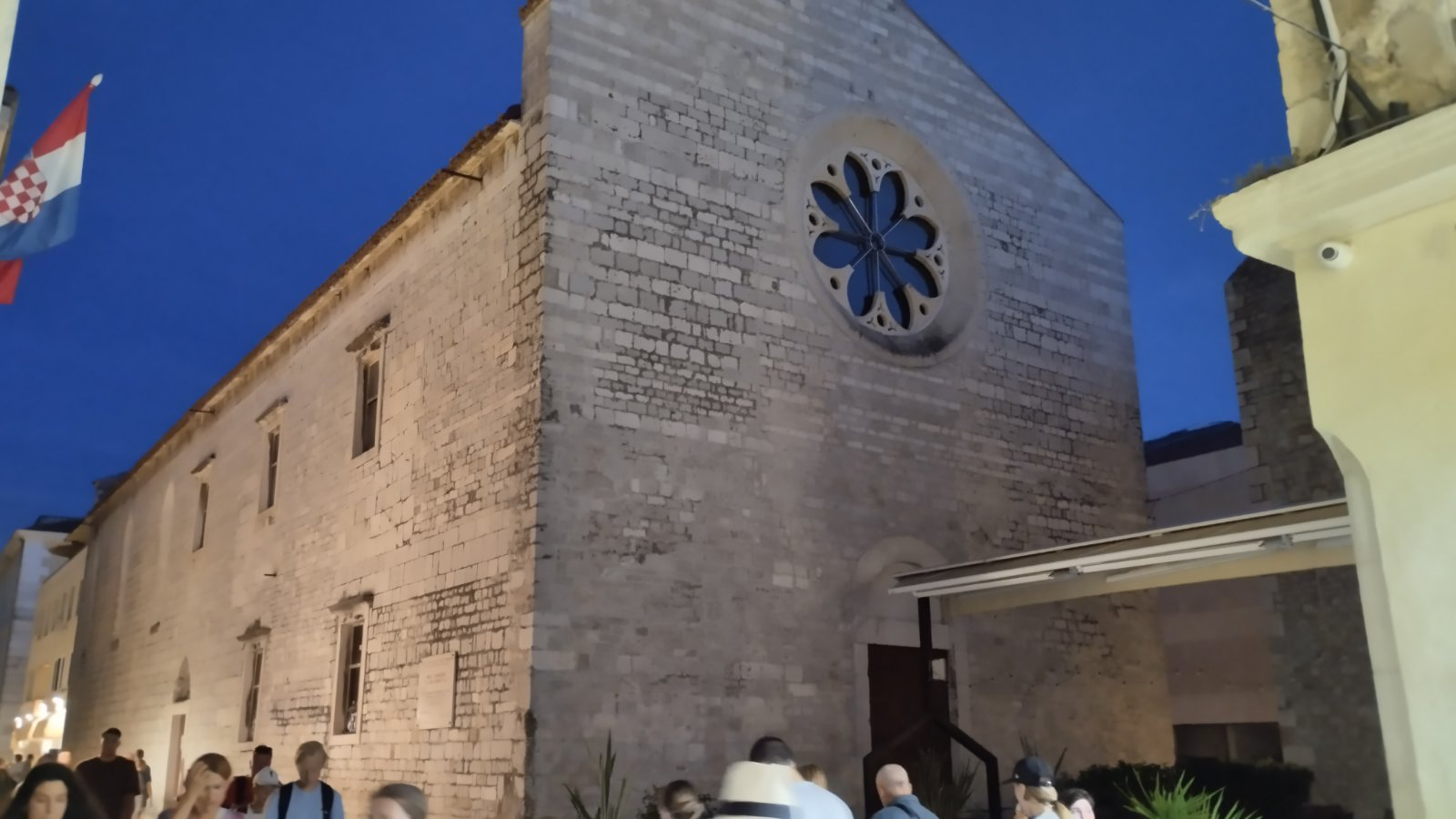
1396年にドミニコ会の神学校が設立された聖ドミニク教会

ザダル大学（ザダルだいがく、クロアチア語: Sveučilište u Zadru、ラテン語: Universitas Studiorum Iadertina）は、クロアチアのザダルにある公立大学。2002年に開学されたが、その起源は1396年までたどることができるため、クロアチア最古のみならずヨーロッパでも最も古い大学のひとつである。

## 歴史
もともとは1396年に、ドミニコ会の神学校 Universitas Iadertina として設立された。Iadera はザダルのラテン語名である。この神学校は1380年にヴェネツィア共和国のドゥラス（ディラキウム、現在のアルバニア）に設立されたディラキウム大学の後継で、オスマン帝国の勢力拡大にともないザダルに移転してきた。
それ以来、ヴェネツィア共和国で最古の高等教育機関であったが、1807年に独立した組織としては消滅し、各地の大学に分割して組み込まれた。1956年、ザグレブ大学が哲学部のサテライト・キャンパスをザダルに置き、これはのちにスプリト大学の一部となった。2002年、神学校の設立から600年以上を経て、ザダル大学の本格的な再設置を認める法律がクロアチア議会で成立し、2003年1月に新生ザダル大学が開学された。
再設置以来、大学は発展を続けており、2005 - 2006教育年度には全国的な教育改革の一環としてボローニャ・プロセスの対象となった。その後の追跡調査では、こうした動きが有益なものであり、これによって大学への国際的な注目度が向上したことが示されている。ヨーロッパ各地の評判のよい大学との研究協力協定の調印や、交換留学生プログラムの実施なども可能となり、その対象は南アメリカやアメリカ合衆国にまでおよんでいる。
ユーゴスラビア社会主義連邦共和国崩壊後に、クロアチアの初代大統領を務めたフラニョ・トゥジマンは、ザグレブ大学時代の1965年にザダル大学を卒業している。

## 組織
下記の27学科からなる。
- 考古学科
- 古典文献学科
  - ギリシャ語・ギリシャ文学コース
  - ラテン語・ラテン文学コース
- クロアチア学科
- 生態学・作物栽培学・養殖学科
- 経済学科
- イギリス学科
- 民俗・人類学科
- フランス・フランコフォニー学科
- 地理学科
- ドイツ学科
- 保健学科
- ヒスパニック・イベリア学科
- 史学科
- 美術史学科
- 情報科学科
- イタリア学科
- 言語学科
- 教育学科
- 哲学科
- 心理学科
- 宗教学科
- ロシア学科
- 社会学科
- 教員養成学科（ゴスピッチキャンパス）
- 教員・就学前教員養成学科
  - 小学校教員コース
  - 就学前教員コース
- 観光・コミュニケーション学科
- 海洋学科
  - 海事学コース
  - 海洋工学コース

このほかアドリア海研究センター、スティエパン・マチツェヴィッチ・センター、カルスト・海岸研究センター、学際海洋・海事研究センター (CIMMAR) の4つの研究拠点を設けている。さらに、教育施設として体育・学生スポーツセンターと外国語センターも別に存在する。